# 卡恩·道格拉斯
卡恩·道格拉斯（英語：Kane Douglas；1989年6月1日—）是一位澳大利亞橄欖球運動員。他是澳大利亞國家橄欖球隊的一員，代表澳大利亞參加了2015年世界盃橄欖球賽。